# Rioseco de Tapia
Rioseco de Tapia település Spanyolországban, León tartományban. Lakosainak száma 399 fő (2024).

## Földrajza
Rioseco de Tapia Cimanes del Tejar, Las Omañas, Santa María de Ordás, Carrocera, Cuadros és San Andrés del Rabanedo községekkel határos.

## Népesség
A település lakosságának változását az alábbi diagram mutatja:
| Lakosok száma | 555  | 504  | 439  | 433  | 400  | 379  | 390  | 374  | 386  | 399  |
|               | 2001 | 2004 | 2007 | 2009 | 2012 | 2014 | 2017 | 2019 | 2022 | 2024 |